# Lakshmi (zangeres)
Lakshmi, voluit Lakshmi Swami Persaud (Wijchen, 17 april 1993), is een Nederlandse zangeres van gemengd Nederlands-Surinaamse afkomst.
Ze omschrijft haar muziek als pop noir, met een mix van poëtische teksten en donkere violen en synths.

## Levensloop
Lakshmi volgde een muzikale opleiding aan de Herman Brood Academie in Utrecht. In december 2014 stond zij in de finale van de Grote Prijs van Nederland en ze was te zien in het tv-programma Wie is de Mol? en De beste singer-songwriter. In maart 2016 verscheen haar debuut-ep Come Sin with Me, gevolgd door haar tweede ep Sinister. In dat jaar werd zij ook uitgeroepen tot 3FM Serious Talent. In maart 2017 verscheen haar, naar zichzelf vernoemde, debuutalbum, opgevolgd door het album Siren in 2018.

## Albums
- Come Sin with Me (2016) – ep
- Sinister (2016) – ep
- Lakshmi (2017)
- Siren (2018)[8]
- First EP's Deluxe (2018) – compilatie

## Televisie
Lakshmi nam deel aan De Slimste Mens waarin ze na twee afleveringen afviel. Ook deed ze in 2021 mee aan Wie is de Mol? waarin ze als vierde afviel. Ze vormt met haar muzikanten de vaste huisband van Eus' Boekenclub. 
- De Beste Singer-Songwriter (2015)
- De Slimste Mens (2017) - kandidaat
- Wie is de Mol? (2021) - kandidaat
- Kiespijn (2021) - kandidaat, team Links
- Eus' Boekenclub (2021-heden) - huisartiest
- Showcolade (2021) - kandidaat
- Goed Fout (2021) - kandidaat
- Top 2000 quiz (2021) - kandidaat en winnend duo met Thomas van Luyn.
- De gevaarlijkste wegen van de wereld (2022)
- SpangaS: De Campus (2022) - Evi